# Alexandrino Borromeo
Alexandrino Borromeo, auch Alexandrino Borromeu war ein osttimoresischer Adliger und ehemaliger indonesischer Verwaltungsbeamter. Er war Mitglied der União Democrática Timorense (UDT).

## Werdegang
Alexandrino ist der Sohn von Carlos Borromeu Duarte, Liurai von Alas, und seiner Ehefrau nach traditionellem Recht, Engracia Doutel Sarmento. Carlos Borromeu Duarte hatte noch zwei weitere Frauen. Alexandrino hat zwei Geschwister und zwei Halbgeschwister.
Als Dom Carlos 1945 von den Japanern ermordet wurde, waren Alexandrino und seine Geschwister zu jung für die Nachfolger als Herrscher. Die Regentschaft übernahm zunächst die katholische Ehefrau von Carlos Maria Sequeira Carvalho Borromeu Duarte, dann der Urgroßneffe Januário da Costa Franco bis zu seinem Tod 1973.
1974 wurde Alexandrinos Bruder José Borromeu Duarte neuer Liurai, während Alexandrino Mitglied der APODETI wurde. Portugiesisch-Timor sollte auf die Unabhängigkeit vorbereitet werden und die APODETI forderte, unterstützt von Indonesien, den Anschluss an den großen Nachbarstaat. Nach den Wirren des Bürgerkriegs 1975 und der Unabhängigkeitserklärung durch die FRETILIN, besetzte Indonesien Osttimor in der Operation Seroja. Als Legitimation diente die sogenannte Balibo-Deklaration, in der osttimoresische Politiker angeblich Indonesien zu Hilfe riefen. Borromeo war, als ein Vertreter des APODETI-Präsidiums, einer der sechs Unterzeichner.
Von Mai 1976 bis 1985 war Borromeo, nun als Mitglied der UDT, Regierungspräsident (Bupati) von seinem Heimatdistrikt Manufahi unter indonesischer Herrschaft. 1997 übergab José sein Amt als Liurai an Alexandrinos Sohn Carlos Boromeu Duarte. Vater und Sohn mussten aber aus Osttimor fliehen, als die indonesische Herrschaft endete. Alexandrino Borromeo ist inzwischen verstorben. Zunächst in Bali beigesetzt, wurde er 2018 nach Atambua im indonesischen Westtimor umgebettet. Seine Tochter Azia Borromeu (eigentlich Josefa Filomena Borromeu Duitte) beansprucht den Thron von Alas nun für sich.